# Сургаївка
Сурга́ївка — село в Україні, у Коломацькій селищній громаді Богодухівського району Харківської області. Населення становить 3 осіб. До 2017 орган місцевого самоврядування — Шляхівська сільська рада.

## Географія
Село Сургаївка знаходиться в балці Сургаїв Яр на відстані 1 км від село Логвинівка, за 2 км від річки Шляхова (лівий берег).
На деяких картах село позначено як нежиле.

## Історія
12 червня 2020 року, розпорядженням Кабінету Міністрів України № 725-р «Про визначення адміністративних центрів та затвердження територій територіальних громад Харківської області», увійшло до складу Коломацької селищної громади.
19 липня 2020 року, в результаті адміністративно-територіальної реформи і ліквідації Коломацького району, село увійшло до складу Богодухівського району.